# 約翰路易斯合夥公司
約翰路易斯合夥公司（John Lewis Partnership）是英國的一家以工人合作社形式運作的公司，旗下的子公司包括高檔百貨約翰路易斯、維特羅斯超市和一些別的小型服務。其所有人是代表全體工作人員利益的一家基金會。按照《星期日時報》2010年數據，它是英國第三大私人集團。

## 歷史
其歷史可以追溯到約翰·路易斯本人1864年在倫敦牛津街132號成立的約翰路易斯商店。 他在1884年48歲時娶18歲的伊莉莎·貝克（Eliza Baker）為妻，他們在漢普斯特德荒野邊上建造了一棟別墅，以其姑母安·史皮德（Ann Speed）之名取名為史派登塔（Spedan Tower）， 他的長子1885年出生時也以此取名，即約翰·史派登·路易斯，次子在1887年出生，取名奧斯瓦德·路易斯（Oswald Lewis）。在威斯敏斯特學校讀書畢業後，兒子全都繼承了家業。約翰·路易斯在二人21歲生日上分別將四分之一的股權轉讓給了他們。
然而約翰·路易斯和他的兒子們在生意上並不合得來，1909年奧斯瓦德想要獨立成家，因此約翰就以時價5萬英鎊（2010年的450萬英鎊）的價格買回了那四分之一的股權。後來幾經周折，奧斯瓦德於1914年成了一名騎兵軍官，但1916年因傷退伍，被父親重新接回了公司中。
1906年約翰買下斯隆廣場的彼得約翰斯公司（Peter Jones Limited），1916年，因為和父親在生意上意見不一致，史派登·路易斯將其牛津街產業上的四分之一股權用來換購了彼得約翰斯公司。他開始提高員工待遇，1918年給予員工帶薪休假的權利，1919年決定給員工發周薪，而之前則是四週才發一次薪水。同時他還向員工公開了公司收入。 史派登決定相較股東們而言，應該給員工更多的福利。因此1920年開始把股權分給員工，最終形成了現在的“合夥”公司。
1920年代早期合夥公司經營並不成功，工人雖有股權，但拿不到收益。1924年史派登和父親和解，後者注資幫他結局了難題。1926年收購了又決定不經商的兄弟的產業，1928年父親逝世後成為家族企業的唯一繼承人。1929年將還沒有合併的約翰路易斯及彼得約翰斯公司的所有股權轉移到一個基金會名下，從而形成了今日的約翰路易斯合夥公司。
在兼併了其他的一些零售商之後，1937年收購維特羅斯有限公司。1940年斥資3萬英鎊買下塞爾福里奇旗下擁有16個店面的“Provincial Stores Limited”。史派登在1955年退休，他本來是想將產業交給得力助手邁克爾·沃特金斯（Michael Watkins），但後者不幸早死，而他的兒子愛德華·路易斯又不想繼承家業。因此史派登任命他認為很忠誠的一名陸軍上尉伯納德·米勒為繼承人。米勒後來又將產業交給了奧斯瓦德·路易斯的兒子彼得·路易斯。
1925年史派登發明的標語“never knowingly undersold”（從不故意拋售）至今還在使用。

## 外部連結
- 約翰路易斯合夥公司在OpenCorporates上的群組
- John Lewis Partnership
- John Lewis Consumer website （页面存档备份，存于）
- Waitrose Consumer website （页面存档备份，存于）
- The Partnership Card
- Greenbee
- John Lewis Insurance